# 关贵敏
关贵敏（1944年—2022年9月22日），山西长治人。美籍华裔男高音歌唱家，曾为中国国家一级演员。关贵敏的夫人是音乐家邹晓群。
关贵敏早年在家乡农业专科学校读书，毕业后成为一名工人，业余爱好唱歌。1978年，关贵敏考入中国音乐学院，从事声乐专业。他的音域宽广，音色甜美醇厚，成功将西洋发声和民族唱法融为一体，形成了独特的演唱风格。他先後為五十餘部電影、電視配唱，代表歌曲有《浪花里飞出欢乐的歌》、《青春啊，青春》、《我们的明天比蜜甜》、《再见了，大别山》、电视剧《敌营十八年》主题歌《曙光在前头》等。
1983年，关贵敏被医院诊断为早期肝硬化，开始练习法轮功。1996年4月移民美国。
2005年，关贵敏在旧金山公開把自己过去演唱歌曲的录音带、CD，当年與江泽民等合照，全部丢进垃圾桶里。关贵敏認為，艺术应该反映真实的客观世界和人的真实情感，但中國共產黨把艺术作为欺骗人民、维护专制统治的工具。
移居美国后，关贵敏积极参与法轮功系相关媒体活动。2006年起，他多次擔任由新唐人電視台主辦的全球華人聲樂大賽（後改為全世界華人聲樂大賽）評委、評委主席；參與組建美國神韵艺术团，出任副团长，并长期参与神韵艺术团的全球巡回演出
。关贵敏称：「中国大陆被中共统治以来，是不信神的，是不讲道德的。」「在全世界推神韵晚会，是通过晚会形式告诉人们，人应该有崇高的道德。」有神韵艺术团的观众认为：「神韻的歌詞很有感召力，被譽為『中國歌王』的關貴敏的演唱，唱得正氣浩然，蕩氣迴腸，很富於感染力」。
2022年9月22日，关贵敏因肝癌在美国纽约家中去世，终年78岁。

## 外部連結
- 人物 第 17-22 期（生活讀書新知三联书店, 1983） （页面存档备份，存于）
- 中國歌壇人物〈四川文艺出版社, 1986 - 786 頁〉
- 关贵敏公開演唱視頻（2016年新唐人全球华人新年晚会） （页面存档备份，存于）